# Narodowy Sojusz Demokratyczny
Narodowy Sojusz Demokratyczny (ang. National Democratic Alliance, NDA, hindi राष्ट्रीय जनतांत्रिक गठबंधन) – centroprawicowa koalicja partii indyjskich utworzona w 1998. Członkami sojuszu są Indyjska Partia Ludowa i regionalne partie prawicowe lub centroprawicowe działające zazwyczaj w jednym stanie.

## Historia
NDA powstał w 1998 z inicjatywy Indyjskiej Partii Ludowej i jednoczył pierwotnie jeszcze 13 partii członkowskich.
W latach poprzedzających wybory parlamentarne w Indiach w 2004 roku, koalicja skupiała 23 partie indyjskie.
W wyborach w 2009 otrzymała 24,63% głosów. W wyborach w 2014 koalicja otrzymała 38,37% głosów i zdobyła w większość w Lok Sabha – 334 mandaty z 543. W izbie wyższej prawicowa koalicja dysponuje 59 z 245 miejsc.
Politycy Narodowego Sojuszu Demokratycznego rządzą także w 12 indyjskich stanach. Najdłużej, bo od 1998 w stanie Gudźarat, którego premierem w latach 2001-2014 był – obecny premier Indii – Narendra Modi.

## Obecni członkowie
- Indyjska Partia Ludowa (Bharatiya Janata Party, BJP) – partia prawicowa, jedna z dwóch najsilniejszych partii (obok INC), liderująca Narodowemu Sojuszowi Demokratycznemu. Założona w 1980 jako kontynuatorka Janaty i Indyjskiego Zgromadzenia Ludowego. W wyborach parlamentarnych 2014 uzyskała 282 miejsc w Lok Sabha i 45 w Rajya Sabha.
- Shiv Sena – regionalna partia nacjonalistyczno-hinduistyczna, założona w 1966, działająca głównie w stanie Maharasztra. W wyborach parlamentarnych 2014 uzyskała 18 miejsc w Lok Sabha i 3 w Rajya Sabha[4]
- Janata Dal – regionalna partia centrowa, założona w 2003, działająca w stanach Bihar i Karnataka
- Shiromani Akali Dal – partia regionalna działająca w stanie Pendżab
- Indian National Lok Dal – partia regionalna działająca w stanie Hariana[5]
- Asom Gana Parishad – partia regionalna działająca w stanie Asam
- Rashtriya Lok Dal – partia regionalna działająca w stanie Uttar Pradesh
- Nagaland People's Front – partia regionalna działająca w stanie Nagaland
- Telugu Desam Party (Telangana Rashtra Samithi) – regionalna  partia konserwatywna, założona w 1982, działająca w stanie Andhra Pradesh. W wyborach parlamentarnych 2014 uzyskała 16 miejsc w Lok Sabha i 6 w Rajya Sabha.
- Gorkha Janmukti Morcha – partia regionalna działająca w stanie Bengal Zachodni
- Uttarakhand Kranti Dal – partia regionalna działająca w stanie Uttarakhand
- Kamtapur Progressive Party – partia regionalna działająca w stanie Bengal Zachodni
- Ladakh Union Territory Front – partia regionalna działająca w stanie Dżammu i Kaszmir

## Byli członkowie
- Jammu & Kashmir National Conference
- Lok JanShakti Party
- Marumalarchi Dravida Munnetra Kazhagam
- Dravida Munnetra Kazhagam
- Ogólnoindyjska Partia Ludu Drawidów
- Pattali Makkal Katchi
- Indian Federal Democratic Party
- Trinamool Congress
- Biju Janata Dal – Orisa
- Telugu Desam Party